# Claudia Mayer
Claudia Mayer (* 14. Juli 1984) ist eine österreichische Badmintonspielerin.

## Karriere
Claudia Mayer gewann nach vier Juniorentiteln 2010 ihren ersten Titel bei den Erwachsenen in Österreich. 2007 konnte sie bereits bei den Estonian International Platz zwei belegen. Ein weiterer nationaler Titel folgte 2011. 2012 qualifizierte sie sich für Olympia, wurde von ihrem Verband jedoch nicht für die Spiele nominiert.

## Sportliche Erfolge
| Saison | Veranstaltung                                  | Disziplin   | Platz | Name                             |
| ------ | ---------------------------------------------- | ----------- | ----- | -------------------------------- |
| 2002   | Österreich: Einzelmeisterschaften der Junioren | Mixed       | 1     | Claudia Mayer / Michael Trojan   |
| 2002   | Österreich: Einzelmeisterschaften der Junioren | Dameneinzel | 1     | Claudia Mayer                    |
| 2002   | Österreich: Einzelmeisterschaften der Junioren | Damendoppel | 1     | Claudia Mayer / Karin Mühlbacher |
| 2004   | Österreich: Einzelmeisterschaften der Junioren | Damendoppel | 1     | Miriam Gruber / Claudia Mayer    |
| 2007   | Estonian International                         | Mixed       | 2     | Heimo Götschl / Claudia Mayer    |
| 2009   | Österreich:Einzelmeisterschaften               | Dameneinzel | 1     | Claudia Mayer                    |
| 2010   | Österreich: Einzelmeisterschaften              | Dameneinzel | 1     | Claudia Mayer                    |
| 2011   | Österreich: Einzelmeisterschaften              | Dameneinzel | 1     | Claudia Mayer                    |
| 2011   | Botswana International                         | Dameneinzel | 1     | Claudia Mayer                    |